# ورزشگاه‌های جام جهانی فوتبال ۲۰۱۴
۱۲ ورزشگاه برای برگزاری بازی‌های جام جهانی ۲۰۱۴ برزیل انتخاب شده‌اند که از این میان ۷ ورزشگاه نوساز و ۵ تای آنها بازسازی شده است.

## استادیوم‌ها
۶۴ بازی جام جهانی در ورزشگاه‌های زیر برگزار شدند:
| ریودو ژانیرو                                                          | برازیلیا, فدرال دیسکریت                                                                                 | سائوپائولو                                                                                              | فورتالزا                                                              |
| --------------------------------------------------------------------- | --- | --- | --------------------------------------------------------------------- |
| ورزشگاه ماراکانا                                                      | ورزشگاه ملی مانه گارینشا                                                                                | ورزشگاه آرنا کورینتیانس                                                                                 | ورزشگاه کاستلو فورتالزا                                               |
| ۲۲°۵۴′۴۳٫۸″ جنوبی ۴۳°۱۳′۴۸٫۵۹″ غربی / ۲۲٫۹۱۲۱۶۷°جنوبی ۴۳٫۲۳۰۱۶۳۹°غربی | ۱۵°۴۷′۰٫۶″ جنوبی ۴۷°۵۳′۵۶٫۹۹″ غربی / ۱۵٫۷۸۳۵۰۰°جنوبی ۴۷٫۸۹۹۱۶۳۹°غربی                                    | ۲۳°۳۲′۴۳٫۹۱″ جنوبی ۴۶°۲۸′۲۴٫۱۴″ غربی / ۲۳٫۵۴۵۵۳۰۶°جنوبی ۴۶٫۴۷۳۳۷۲۲°غربی                                 | ۳°۴۸′۲۶٫۱۶″ جنوبی ۳۸°۳۱′۲۰٫۹۳″ غربی / ۳٫۸۰۷۲۶۶۷°جنوبی ۳۸٫۵۲۲۴۸۰۶°غربی |
| گنجایش: ۷۴٬۷۳۸ بازسازی گروه/بازی‌های حذفی/پایانی                       | گنجایش: ۶۹٬۴۳۲ استادیوم جدید گروه/بازی‌های حذفی/مقام سوم                                                 | گنجایش: ۶۲٬۶۰۱ استادیوم جدید گروه/بازی‌های حذفی                                                          | گنجایش: ۶۰٬۳۴۸ بازسازی گروه/بازی‌های حذفی                              |
|                                                                       | | |                                                                       |
| بلو هوریزونته                                                         | بلو هوریزونتهبرازیلیافورتالزاپورتو الگرهسائوپائولوریودو ژانیروسالوادورناتالکویاباکوریتیبامانائوسریسیف · | بلو هوریزونتهبرازیلیافورتالزاپورتو الگرهسائوپائولوریودو ژانیروسالوادورناتالکویاباکوریتیبامانائوسریسیف · | پورتو الگره                                                           |
| ورزشگاه مینیرو                                                        | بلو هوریزونتهبرازیلیافورتالزاپورتو الگرهسائوپائولوریودو ژانیروسالوادورناتالکویاباکوریتیبامانائوسریسیف · | بلو هوریزونتهبرازیلیافورتالزاپورتو الگرهسائوپائولوریودو ژانیروسالوادورناتالکویاباکوریتیبامانائوسریسیف · | ورزشگاه بیرا ریو                                                      |
| ۱۹°۵۱′۵۷″ جنوبی ۴۳°۵۸′۱۵″ غربی / ۱۹٫۸۶۵۸۳°جنوبی ۴۳٫۹۷۰۸۳°غربی         | بلو هوریزونتهبرازیلیافورتالزاپورتو الگرهسائوپائولوریودو ژانیروسالوادورناتالکویاباکوریتیبامانائوسریسیف · | بلو هوریزونتهبرازیلیافورتالزاپورتو الگرهسائوپائولوریودو ژانیروسالوادورناتالکویاباکوریتیبامانائوسریسیف · | ۳۰°۳′۵۶٫۲۱″ جنوبی ۵۱°۱۴′۹٫۹۱″ غربی / ۳۰٫۰۶۵۶۱۳۹°جنوبی ۵۱٫۲۳۶۰۸۶۱°غربی |
| گنجایش: ۵۸٬۲۵۹ بازسازی گروه/بازی‌های حذفی                              | بلو هوریزونتهبرازیلیافورتالزاپورتو الگرهسائوپائولوریودو ژانیروسالوادورناتالکویاباکوریتیبامانائوسریسیف · | بلو هوریزونتهبرازیلیافورتالزاپورتو الگرهسائوپائولوریودو ژانیروسالوادورناتالکویاباکوریتیبامانائوسریسیف · | گنجایش: ۴۳٬۳۹۴ بازسازی گروه/بازی‌های حذفی                              |
|                                                                       | بلو هوریزونتهبرازیلیافورتالزاپورتو الگرهسائوپائولوریودو ژانیروسالوادورناتالکویاباکوریتیبامانائوسریسیف · | بلو هوریزونتهبرازیلیافورتالزاپورتو الگرهسائوپائولوریودو ژانیروسالوادورناتالکویاباکوریتیبامانائوسریسیف · |                                                                       |
| سالوادور                                                              | بلو هوریزونتهبرازیلیافورتالزاپورتو الگرهسائوپائولوریودو ژانیروسالوادورناتالکویاباکوریتیبامانائوسریسیف · | بلو هوریزونتهبرازیلیافورتالزاپورتو الگرهسائوپائولوریودو ژانیروسالوادورناتالکویاباکوریتیبامانائوسریسیف · | ریسیف                                                                 |
| ورزشگاه ایتایپاوا آرنا فونته نوآوا                                    | بلو هوریزونتهبرازیلیافورتالزاپورتو الگرهسائوپائولوریودو ژانیروسالوادورناتالکویاباکوریتیبامانائوسریسیف · | بلو هوریزونتهبرازیلیافورتالزاپورتو الگرهسائوپائولوریودو ژانیروسالوادورناتالکویاباکوریتیبامانائوسریسیف · | ورزشگاه ایتایپاوا آرنا پرنامبوکو                                      |
| ۱۲°۵۸′۴۳″ جنوبی ۳۸°۳۰′۱۵″ غربی / ۱۲٫۹۷۸۶۱°جنوبی ۳۸٫۵۰۴۱۷°غربی         | بلو هوریزونتهبرازیلیافورتالزاپورتو الگرهسائوپائولوریودو ژانیروسالوادورناتالکویاباکوریتیبامانائوسریسیف · | بلو هوریزونتهبرازیلیافورتالزاپورتو الگرهسائوپائولوریودو ژانیروسالوادورناتالکویاباکوریتیبامانائوسریسیف · | ۸°۲′۲۴″ جنوبی ۳۵°۰′۲۹″ غربی / ۸٫۰۴۰۰۰°جنوبی ۳۵٫۰۰۸۰۶°غربی             |
| گنجایش: ۵۱٬۷۰۸ استادیوم جدید گروه/بازی‌های حذفی                        | بلو هوریزونتهبرازیلیافورتالزاپورتو الگرهسائوپائولوریودو ژانیروسالوادورناتالکویاباکوریتیبامانائوسریسیف · | بلو هوریزونتهبرازیلیافورتالزاپورتو الگرهسائوپائولوریودو ژانیروسالوادورناتالکویاباکوریتیبامانائوسریسیف · | گنجایش: ۴۲٬۵۸۳ استادیوم جدید گروه/بازی‌های حذفی                        |
|                                                                       | بلو هوریزونتهبرازیلیافورتالزاپورتو الگرهسائوپائولوریودو ژانیروسالوادورناتالکویاباکوریتیبامانائوسریسیف · | بلو هوریزونتهبرازیلیافورتالزاپورتو الگرهسائوپائولوریودو ژانیروسالوادورناتالکویاباکوریتیبامانائوسریسیف · |                                                                       |
| کویابا                                                                | مانائوس                                                                                                 | ناتال                                                                                                   | کوریتیبا                                                              |
| ورزشگاه آرنا پانتانال                                                 | ورزشگاه آرنا آمازونیا                                                                                   | ورزشگاه آرنا داس دوناس                                                                                  | ورزشگاه آرنا دا بایشادا                                               |
| ۱۵°۳۶′۱۱″ جنوبی ۵۶°۷′۱۴″ غربی / ۱۵٫۶۰۳۰۶°جنوبی ۵۶٫۱۲۰۵۶°غربی          | ۳°۴′۵۹″ جنوبی ۶۰°۱′۴۱″ غربی / ۳٫۰۸۳۰۶°جنوبی ۶۰٫۰۲۸۰۶°غربی                                               | ۵°۴۹′۴۴٫۱۸″ جنوبی ۳۵°۱۲′۴۹٫۹۱″ غربی / ۵٫۸۲۸۹۳۸۹°جنوبی ۳۵٫۲۱۳۸۶۳۹°غربی                                   | ۲۵°۲۶′۵۴″ جنوبی ۴۹°۱۶′۳۷″ غربی / ۲۵٫۴۴۸۳۳°جنوبی ۴۹٫۲۷۶۹۴°غربی         |
| گنجایش: ۴۱٬۱۱۲ استادیوم جدید گروه                                     | گنجایش: ۴۰٬۵۴۹ استادیوم جدید گروه                                                                       | گنجایش: ۳۹٬۹۷۱ استادیوم جدید گروه                                                                       | گنجایش: ۳۹٬۶۳۱ بازسازی گروه                                           |
|                                                                       | | |                                                                       |

## اردوگاه اصلی تیم‌ها
| تیم             | شهر                    | ایالت              |                     | تیم              | شهر                | ایالت |
| --------------- | ---------------------- | ------------------ | ------------------- | ---------------- | ------------------ | ----- |
| الجزایر         | سوروکابا               | ایالت سائوپائولو   | یونان               | آراکاخو          | سرژیپه             |       |
| آرژانتین        | Vespasiano             | میناس گرایس        | هندوراس             | پورتو فلیز       | ایالت سائوپائولو   |       |
| استرالیا        | ویتوریا، اسپریتو سانتا | اسپیریتو سانتو     | ایران               | کورولوس          | ایالت سائوپائولو   |       |
| بلژیک           | موگی داس کروزس         | ایالت سائوپائولو   | ایتالیا             | Mangaratiba      | ایالت ریو د ژانیرو |       |
| بوسنی و هرزگوین | کواروخا                | ایالت سائوپائولو   | ساحل عاج            | Águas de Lindoia | ایالت سائوپائولو   |       |
| برزیل           | ترسوپولیس              | ایالت ریو د ژانیرو | ژاپن                | Itu              | ایالت سائوپائولو   |       |
| کامرون          | ویتوریا، اسپریتو سانتا | اسپیریتو سانتو     | مکزیک               | سانتوس           | ایالت سائوپائولو   |       |
| شیلی            | بلو هوریزونته          | میناس گرایس        | هلند                | ریودو ژانیرو     | ایالت ریو د ژانیرو |       |
| کلمبیا          | کوتیا                  | ایالت سائوپائولو   | نیجریه              | کمپیناس          | ایالت سائوپائولو   |       |
| کاستاریکا       | سانتوس                 | ایالت سائوپائولو   | پرتغال              | کمپیناس          | ایالت سائوپائولو   |       |
| کرواسی          | ماتا د سائو خوآ        | باهیا              | روسیه               | Itu              | ایالت سائوپائولو   |       |
| اکوادور         | ویامائو                | ریو گرانده جنوبی   | کرهٔ جنوبی           | فوز دو لوآچو     | پارانا (ایالت)     |       |
| انگلستان        | ریودو ژانیرو           | ایالت ریو د ژانیرو | اسپانیا             | کوریتیبا         | پارانا (ایالت)     |       |
| فرانسه          | ریبرآ پرتو             | ایالت سائوپائولو   | سوئیس               | پورتو سگورو      | باهیا              |       |
| آلمان           | سانتا کروز کابرالیا    | باهیا              | ایالات متحده آمریکا | سائوپائولو       | ایالت سائوپائولو   |       |
| غنا             | ماسیو                  | آلاگواس            | اروگوئه             | سته لاگوآس       | میناس گرایس        |       |